# 581 до н. е.

## Події
- 1 серпня — Імператор Суйдзей став 2-м імператором Японії.[1]